# John Reynolds (docent)
John Myrdhin Reynolds, gewijde naam Vajranatha of Rigdzin Dorje Gonpo, is een Amerikaans arabist, Iranist, tibetoloog, mysticus en Tibetaans boeddholoog op terrein van de nyingmaschool. 
John Reynolds studeerde godsdienstgeschiedenis, antropologie, Arabisch, Iranistiek, Sanskriet, Tibetaans en boeddhologie aan de Columbia-universiteit, de Universiteit van Californië - Berkeley en de Universiteit van Washington. Hij behaalde zijn doctoraat in Sanskriet, Tibetaans en boeddhistische filosofie.
Na zijn doctoraat besteedde hij rond tien jaar in India en Nepal voor veldonderzoek in een aantal hindoeïstische ashrams in Zuid-India en in verschillende Tibetaanse kloosters in Darjeeling, Nepal en Kalimpong. In deze kloosters bestudeerde hij de Tibetaanse literatuur, rituelen, en meditatiepraktijken van de scholen kagyü en nyingma. Lama's die hem onderwezen waren onder andere Dezhung Rinpoche, Kalu Rinpoche en de zestiende karmapa.